# Пагден, Ноа
Ноа Пагден (англ. Noah Pagden; 20 апреля 2001, Австралия) — австралийский футболист, защитник.

## Клубная карьера
Пагден — воспитанник клуба «Уэстерн Сидней Уондерерс». В 2017 году для получения игровой практики Ноа начал выступать за дублирующую команду. 18 октября 2019 года «Уэстерн Сидней Уондерерс» подписал с Пагденом двухлетний контракт игрока академии. 14 марта 2020 года в матче против «Мельбурн Сити» он дебютировал в Эй-лиге. 29 декабря 2020 года контракт Пагдена с «Уэстерн Сидней Уондерерс» был расторгнут по взаимному согласию сторон.

## Международная карьера
В 2016 году в составе юношеской сборной Австралии Пагден стал победителем юношеского чемпионата Азии во Вьетнаме.

## Достижения
Международные
 Австралия (до 19)
- Юношеский чемпионат Азии — 2019